# Річкуново
Річкуно́во (рос. Речкуново) — село у складі Тальменського району Алтайського краю, Росія. Адміністративний центр Річкуновської сільської ради.

## Населення
Населення — 285 осіб (2010; 296 у 2002).
Національний склад (станом на 2002 рік):
- росіяни — 96 %